# 新加坡—土耳其關係
新加坡－土耳其关系（土耳其語：Singapur-Türkiye ilişkileri）是指历史上的新加坡和土耳其（包括現在的新加坡共和国與土耳其共和国）之间的双边关系。现代新加坡于1969年与土耳其建立正式外交关系，但双边最早的交流则可以追溯到16世纪后半叶。

## 历史概况

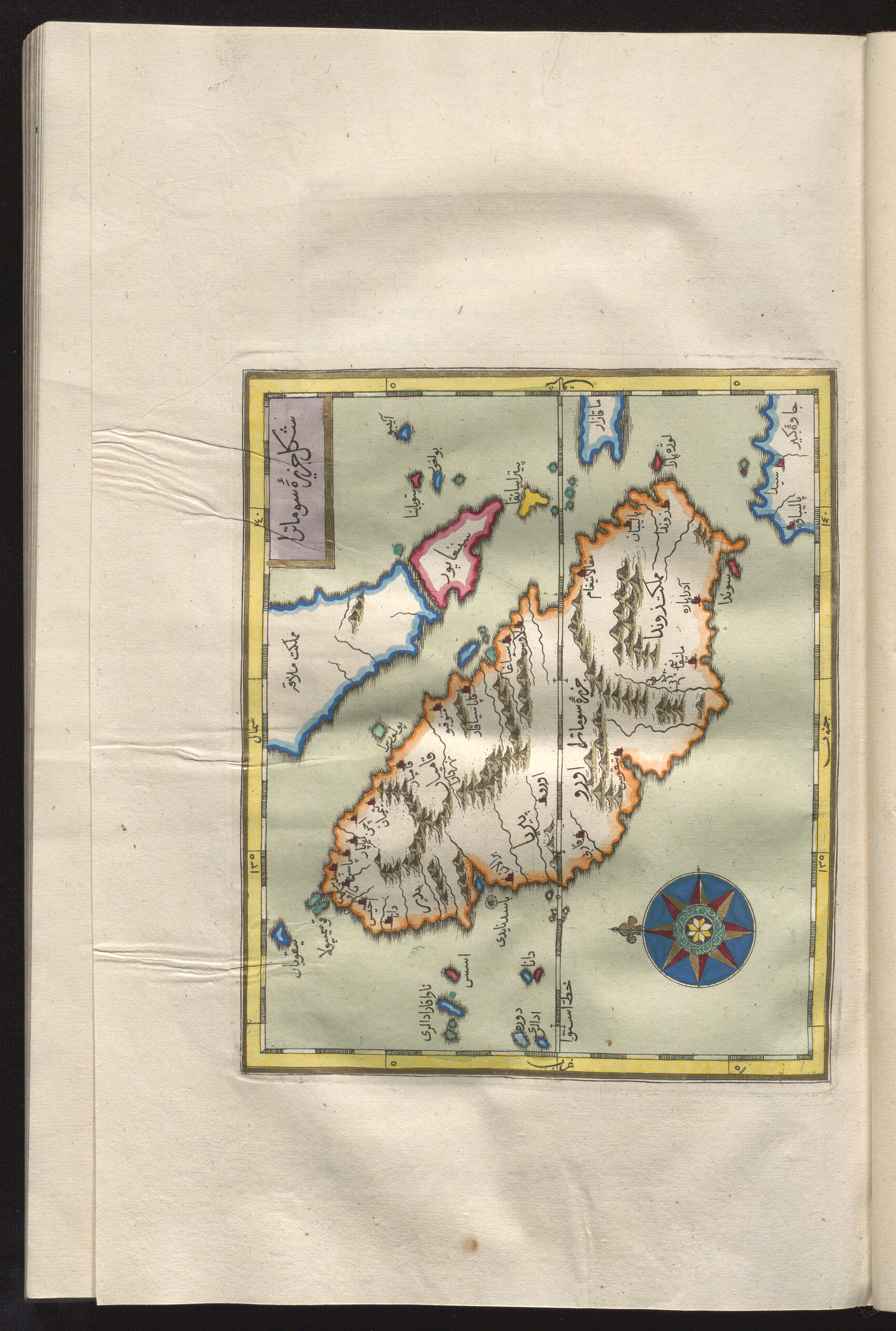
鄂图曼帝国学者所绘制的苏门答腊岛地图，其中也包括新加坡岛。

新加坡与土耳其最早的交流可以追溯到1565年，当时的鄂圖曼帝國蘇丹苏莱曼大帝與塞利姆二世在位期間，為了努力協助今屬印尼的亞齊蘇丹國，派遣船舰远征亚齐，在鄂图曼帝国的增援下，亚齐苏丹国征服了包括新加坡岛在内的地域。而17世纪鄂图曼帝国学者所绘制的地图上也已经出现了新加坡岛。
1965年，新加坡被马来西亚联邦逐出，从而成为独立国家，1969年2月12日，新加坡与土耳其建立正式外交关系。1985年11月1日，土耳其在新加坡设立大使馆，2012年7月23日，新加坡在土耳其首都安卡拉设立大使馆，首任大使西华拉沙（A.Selvarajah）于2015年7月到任。除了大使馆本馆以外，新加坡也在土耳其第一大城市伊斯坦布尔设立了名誉领事馆，以促进双边关系发展。
2014年10月，新加坡总理李显龙对土耳其展开了三天的访问，期间也会晤了土耳其总统埃尔多安、总理艾哈迈德·达武特奥卢。2015年，两国发表了战略伙伴关系联合宣言，宣布建立新土“战略伙伴关系”。2017年8月，土耳其总理比纳利·耶伊尔德勒姆亦对新加坡进行了访问。

## 旅行与簽證

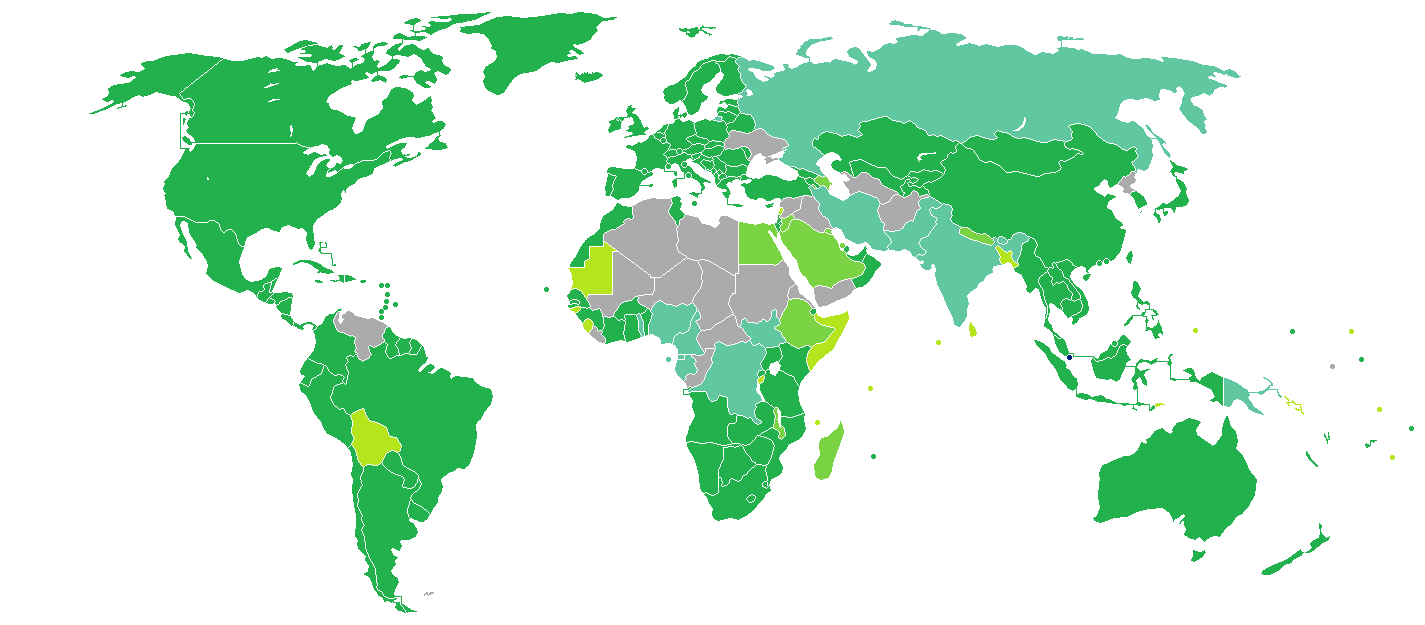
持新加坡護照的新加坡公民簽證要求分布圖：入境土耳其可以免签证。

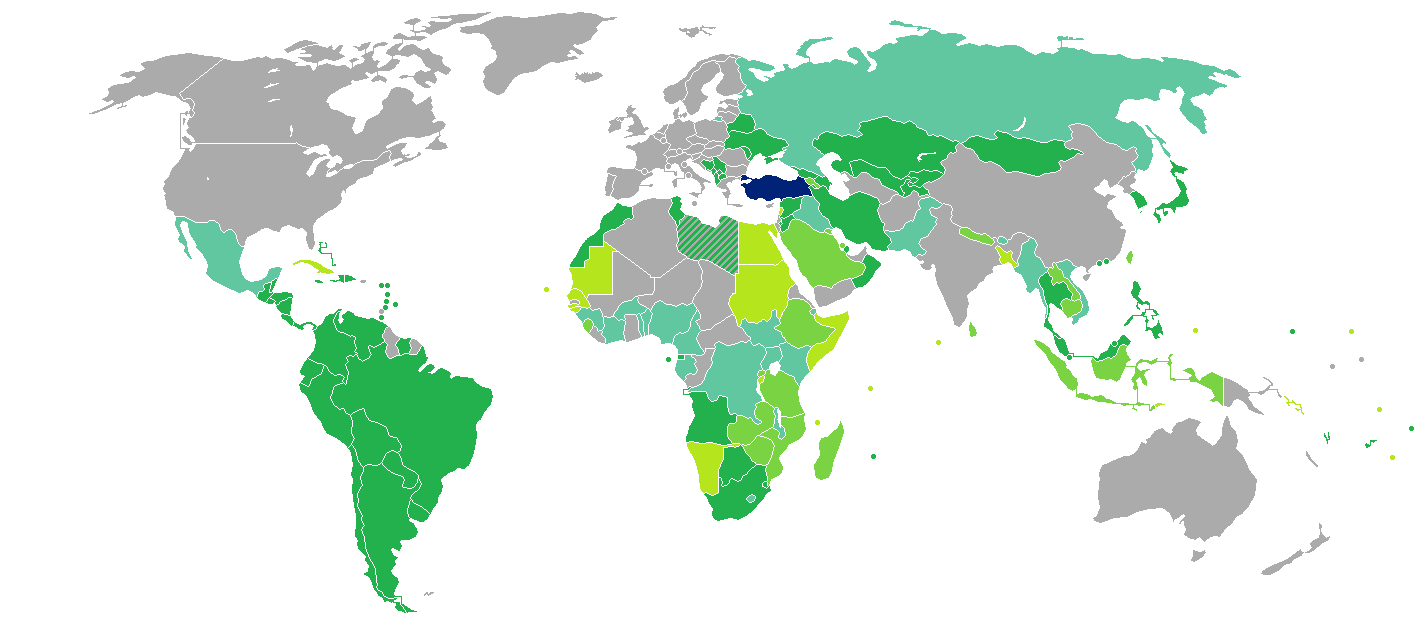
持土耳其護照的土耳其公民簽證要求分布圖：入境新加坡可以免签证。

持土耳其護照的土耳其公民可以免签证入境新加坡，停留不超过30日。
持新加坡護照的新加坡公民可以免签证入境土耳其，在任意180天内可以停留90天。
有鑑於2019冠状病毒病疫情，新加坡已经与土耳其开通了疫苗接种者旅游走廊。

## 经济交流

### 经贸关系
据經濟複雜性研究中心统计，2020年，土耳其向新加坡出口了4.09亿美元，主要出口金属制品等产品；同年，新加坡向土耳其出口了4.82亿美元，主要出口燃气涡轮机、包装药品等产品。
2014年，新、土两国开始就自贸协定进行谈判，2015年，签署自贸协定，2017年，新加坡-土耳其自由贸易协定生效，

### 相互投资
新、土两国已经签署了相互投資保證協定，以促进双边投资，2012年，共有50家土耳其企业在新加坡开展业务。

## 人文交流

### 教育
在新加坡科技研究局与土耳其海峡大学、科奇大学、土耳其教育基金会等机构的合作协议下，2011年以来，共有15名土耳其留学生在新加坡的大学学习。此外，也有12名新加坡留学生获得了土耳其政府奖学金，并在土耳其的各大学留学。

### 援助

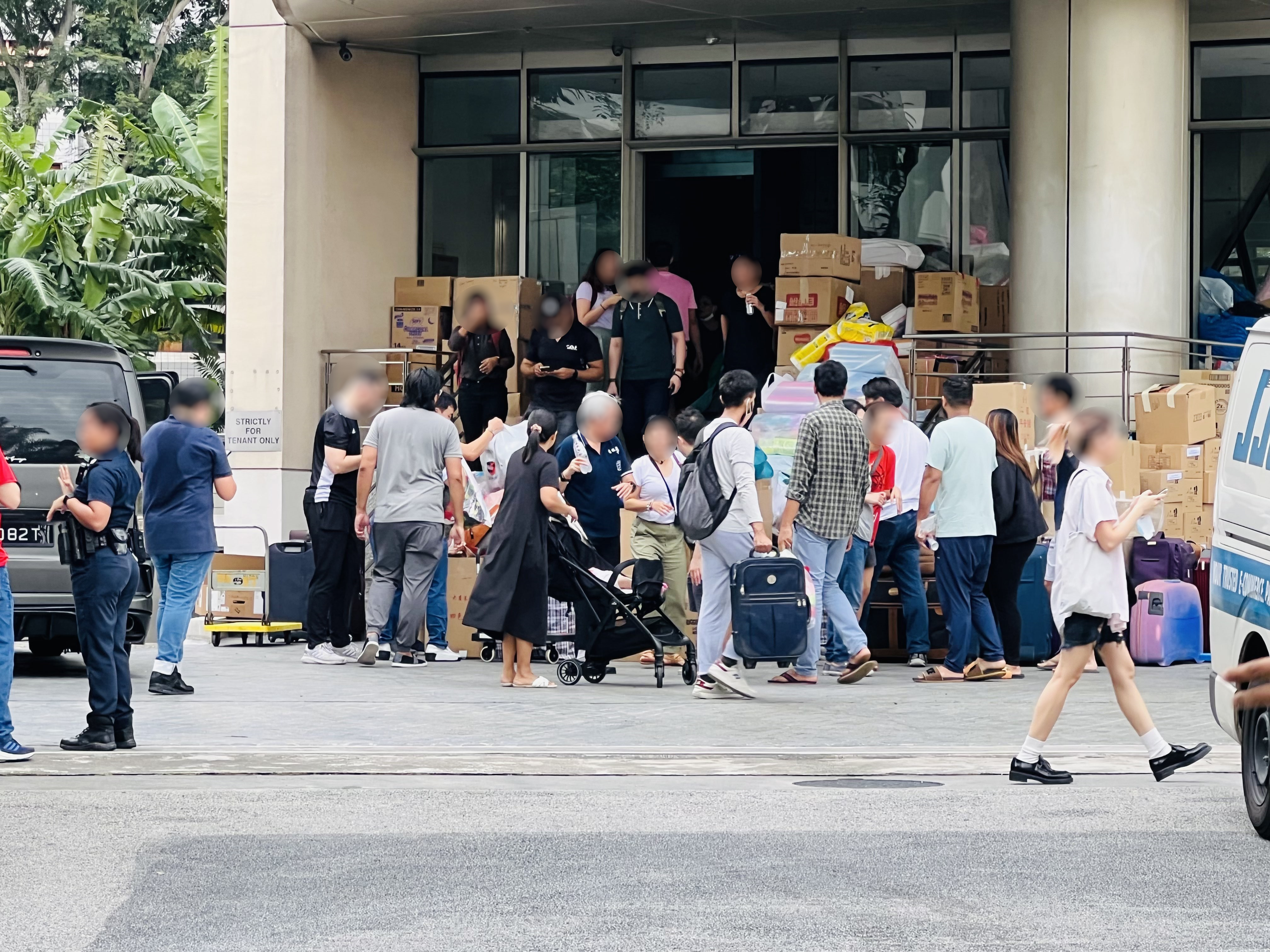
不少新加坡民眾為地震募捐

2023年，土耳其发生强烈地震后，新加坡民防部隊派出了一支20人的隊伍前往土耳其協助搜救工作。 2月17日，新加坡救援隊完成任务回國。

## 交通

### 航空
两国间有客、货运直航航班：

#### 客運
| 新加坡      | 土耳其（按照都會區人口排列） |
| ----------- | ---------------------------- |
| 新加坡-樟宜 | 伊斯坦堡（土耳其航空）       |

#### 货運
| 新加坡      | 土耳其（按照都會區人口排列） |
| ----------- | ---------------------------- |
| 新加坡-樟宜 | 伊斯坦堡（土耳其航空）       |